# مدیریت فعال
مدیریت فعال(به انگلیسی: active management) به استراتژی مدیریت پرتفولیو اشاره می‌کند که مدیر پرتفوی، سرمایه‌گذاری‌های مشخصی، با هدف عملکردی بهتر از شاخص معیار انجام می‌دهد. در مدیریت منفعل، سرمایه‌گذاران انتظار بازده‌ای تقریباً تکرارپذیر و نزدیک به شاخص معیار دارند؛ و اغلب این‌ها در صندوق‌های شاخصی سرمایه‌گذاری می‌کنند.

## مفهوم
در حالت ایده‌آل، مدیر فعال از ناکارآمدی بازار، با خرید اوراق بهادار زیر ارزش یا با فروش استقراضی اوراق بالای ارزش، استفاده می‌کند. اگرچه این روش‌ها ممکن است به تنهایی یا ترکیب آن‌ها به‌کار گرفته شود؛ که این، به هدف خاص پرتفوی سرمایه‌گذاری، صندوق ریسکی یا صندوق سرمایه‌گذاری بستگی دارد.
همچنین مدیران فعال ممکن است نوسان یا ریسک کمتری نسبت به شاخص معیار ایجاد کنند. کاهش ریسک ممکن است به جای یا علاوه بر هدف ایجاد بازدهٔ بزرگتر نسبت به شاخص معیار باشد. مدیران پرتفوی فعال از فاکتورها و استراتژی‌های مختلفی برای ایجاد پرتفوی استفاده می‌کنند. این نسبت‌ها شامل P/E و PEG هستند. سرمایه‌گذاران بخشی تلاش می‌کنند که روندهای بلندمدت اقتصاد کلان (مانند تمرکز کردن بر سهام انرژی و مسکن) و خرید سهام شرکت‌هایی که موقتاً خارج از توجه هستند یا فروش سهام به کمتر از ارزش ذاتی شان. بعضی از مدیران صندوق‌های فعال استراتژی‌های ریسک آربیتراژی، موقعیت فروش، پذیره‌نویسی اختیار و تخصیص دارایی‌ها را به‌کار می‌گیرند.

## تخصیص دارایی
محققان مدیریت فعال را به دو بخش تقسیم می‌کنند. بخش اول: انتخاب کردن اوراق بهادار داخل یک طبقه دارایی در حالی که بخش دوم: انتخاب کردن اوراق در طبقات مختلف دارایی است. برای مثال صندوق‌های سهام با سرمایه بالا در آمریکا ممکن است تصمیمی مبنی بر سرمایه‌گذاری در سهام شرکت‌های با سرمایه بالا بگیرند. این سهام ممکن است عملکرد بهتر یا بدتری نسبت به طبقه‌های عمومی سرمایه‌گذاری داشته باشند؛ و همچنین ممکن است سایر صندوق‌ها انتخاب کنند که پول‌شان را به سهام قرضه تخصیص بدهند یا در یک یا چند کشور دیگر و متفاوت سرمایه‌گذاری کنند؛ بنابراین یک طبقه نسبت به طبقهٔ دیگر بهتر یا بدتر عمل خواهد کرد. به صندوقی که طبقهٔ دارایی خود را تغییر می‌دهد «رانش سبک» می‌گویند. برای مثال صندوق‌هایی که در اوراق قرضهٔ دولتی سرمایه‌گذاری می‌کنند، سرمایه‌گذاریشان را در سهام شرکت‌های کوچک یا در بازارهای در حال ظهور تغییر می‌دهند. اگرچه که به مدیر اختیار بیشتری می‌دهد ولی مشکلاتی را برای سرمایه‌گذار (مدیر پرتفوی) در تخصیص دارایی‌ها ایجاد می‌کند.

## عملکرد
بدیهی است که اثر مدیریت فعال در پرتفوی سرمایه‌گذاری به توانایی مدیر و تحقیقات کارمندان بستگی دارد. اما اصطلاح فعال مشخص و تعریف شده‌است. بسیاری از صندوق‌های سرمایه‌گذاری ادعا می‌کنند که با مدیریت فعال و بدون در نظر گرفتن شرایط بازار و به‌طور کامل و به صورت تخصیص تعدیل شدهٔ دارایی در طی زمان، سرمایه‌گذاری می‌کنند. بعضی مدیران تصمیم می‌گیرند که کلاً نقد باشند یا در مدت زمان کاهش بازار از استراتژی‌های پوشش ریسک استفاده کنند. این دو گروه از مدیران اغلب عملکرد متفاوتی باهم دارند. تقریباً ۲۰٪ از صندوق‌های سرمایه‌گذاری مشترک، صندوق شاخصی هستند. در بعضی جنبه‌ها مدیریت فعال دارند. در حقیقت درصد کمی از صندوق‌های سرمایه‌گذاری مشترک با مدیریت فعال عملکرد بهتری نسبت به شاخص و عملکرد سایر صندوق‌ها در طی زمان مشخصی دارند. زیرا ۴۵٪ از تمام صندوق‌های سرمایه‌گذاری مشترک، صندوق شاخصی با سرمایه ثابت هستند. صندوق‌هایی هستند که پرتفولیو آن‌ها شبیه شاخص است و عملکرد آن‌ها همبستگی زیادی با شاخص دارند (با معیار R2 اندازه‌گیری می‌شود)، اما آن‌ها خودشان را فعال می‌کنند تا کارمزد مدیریت خود را توجیه نمایند. ۸۰٪ پرتفوی صندوق‌های شاخصی با سرمایه ثابت اغلب شامل سهام رشدی با سرمایه بالا در شاخص اس اند پی ۵۰۰ هستند؛ که اکثریت عملکرد شاخص مستقیماً به عملکرد سهام شاخصی رشدی که به عنوان معیار شناخته شده، وابسته است. ارزیابی ۳ماهه در S&P500 نشان می‌دهد که تعداد کمی از صندوقهای سرمایه‌گذاری بازده‌ای بیشتر از شاخص معیار S&P500 بدست آورده‌اند. در مقایسه‌ای که در بلندمدت صورت گرفته‌است، صندوق‌های با مدیریت فعال که بازده‌ای مازاد در مقابل S&P داشته‌اند، با بازده‌ای کمتر نسبت به S&P مواجه شده‌اند. این ممکن است به علت مزیت صندوق‌های با سرمایه ثابت باشد. فقط حدود ۳۰٪ صندوق‌های سرمایه‌گذاری مشترک به اندازهٔ کافی فعال هستند که مدیر اختیار آن را داردکه آن‌ها را به کلی از طبقه دارایی‌هایی که در حال نزول هستند، خارج کند. در واقع همان انتظاری است که بسیاری از سرمایه‌گذاران از مدیریت فعال دارند. این ۳۰٪ صندوق‌های سرمایه‌گذاری مشترک، صندوق‌هایی هستند که بهتر یا بدتر از شاخص عمل می‌کنند. اما گروهی که بهتر از شاخص عمل می‌کنند، همان گروهی هستند که در دوره زمانی بلندمدت، پرتفولیو مدیریت شده منفعلانه بهتر از شاخص را دارا هستند.
به واسطهٔ کارمزد و دیگر هزینه‌های صندوق‌های سرمایه‌گذاری مشترک، این امکان وجود داردکه صندوق‌های مشترک مدیریت شده فعال یا منفعل نسبت به شاخص معیار کمتر عمل کنند، اگرچه که اوراق بهادار صندوق‌های سرمایه‌گذاری مشترک را تشکیل می‌دهد بهتر از شاخص عمل می‌کند، چرا که خود شاخص‌ها به هیج عنوان هزینه‌ای ندارند. با این حال از آنجایی که بسیاری از سرمایه‌گذارن از برگشت شاخص رضایت ندارند، تقاضا برای مدیریت فعال ادامه می‌یابد. به‌علاوه بسیاری از سرمایه‌گذاران مدیریت فعال را به عنوان یک استراتژی جذاب در بازارهای نوسان دار و در حال نزول یا در بخش‌هایی از بازار که وقتی به عنوان یک کلیت به آن نگاه می‌شود و احتمال سودآوری کمتری دارند نگاه می‌کنند. این بخش‌ها ممکن است شامل سهام با سرمایه پایین باشند.

## مزایای مدیریت فعال
مزیت اصلی مدیریت فعال این است که به جای یک سرمایه‌گذاری در کلیت بازار امکان انتخاب سرمایه‌گذاری‌های متنوع را فراهم می‌سازد. سرمایه‌گذارن ممکن است انگیزه‌های گوناگونی برای پیروی از این استراتژی را داشته باشند، از جمله
- سرمایه‌گذار ممکن است معتقد باشد که مدیریت فعال صندوق‌ها در کل عملکرد بهتری از مدیریت منفعل صندوق‌ها داشته باشد.
- سرمایه‌گذاران معتقد باشند که مدیران دارای مجموعه مهارت‌هایی برای انتخاب اینکه کدام مدیران فعال عملکرد بهتری را برای سرمایه‌گذاری خواهند داشت، را دارند.
- سرمایه‌گذارن ممکن است نسبت به فرضیهٔ بازار کارا بدبین باشند یا معتقد باشند برخی از بخش‌های بازار نسبت به دیگر بخش‌ها کارایی کمتری را در تولید سود داشته باشند.
- سرمایه‌گذار ممکن است بخواهد نوسانات را به جای سرمایه‌گذاری در کلیت بازار با استفاده از سرمایه‌گذاری در شرکت‌های دارای ریسک کمتر و کیفیفت بالاتر مدیرت کنند.

برعکس، سرمایه‌گذاران بخواهند در عوض کسب فرصت به دست آوردن بازده‌های بیشتر از بازار، ریسک بیشتری را بپذیرند.
- سرمایه‌گذاریی‌های که همبستگی بالایی با بازار ندارند به عنوان یک پرتفولیوی متنوع شده می‌توانند مفید باشد و ممکن است نوسانات کلی پرتفولیو را کاهش دهند.
- برخی سرمایه‌گذاران ممکن است بخواهند استراتژی را دنبال کنند که از برخی صنایع خاص در مقایسه با کلیت بازار اجتناب یا استقبال کنند؛ بنابراین مدیریت فعال صندوق را بیشتر همراستا با اهداف ویژه سرمایه‌گذاری خود بدانند.
- سرمایه‌گذار ممکن است از اخراج مدیری که عملکرد ضعیف داشته و جایگزینی او با مدیر دیگر یک نوع سود روانی کسب کند.

صندوق‌های مشترک با مدیرت فعال متعددی که دارای سابقهٔ طولانی مدت قوی هستند در سهام‌های ارزشی سرمایه‌گذاری می‌کنند. صندوق‌های مشترک مدیریت شدهٔ منفعل که شاخص‌های معیار بازار مانند S&P500 را دنبال می‌کنند، در تمام اوراق بهادار موجود در آن شاخص، هم سهام رشدی و هم ارزشی، سرمایه‌گذاری می‌کنند.
استفاده از صندوق‌های مشترک مدیریت شده در بازارهای نوظهور خاص توسط مرتون مالکی یل که یکی از مدافعان نظریه بازار کارا است و معمولاً صندوق‌های شاخص را برتر از مدیریت فعال در بازارهای توسعه یافته می‌داند، توصیه شده‌است.

## معایب مدیریت فعال
بارزترین اشکال مدیرت فعال این است که مدیر صندوق ممکن است انتخاب‌های سرمایه‌گذاری مناسبی نکند یا نظریه نامطلوبی را در مدیریت پرتفوی دنبال کند. کارمزدهای مربوز به مدیریت فعال نیز بالاتر از کارمزدهای مدیرت منفعل است، حتی اگر معاملات مداوم وجود نداشته باشد. آن‌هایی که سرمایه‌گذاری در صندوق‌های مشترک مدیریت شدهٔ فعال را در نظر دارند، باید امیدنامه صندوق را با دقت بالایی مطالعه کنند. داده‌های چند دههٔ اخیر نشان می‌دهد که اکثریت صندوق‌های سهام فعال با سرمایهٔ بزرگ و متوسط در ایالت متحده در داشتن عملکردی بهتر نسبت به صندوق‌های شاخصی منفعل مشابه خود، ناکام می‌باشند.
استراتژی‌های مدیریت فعال صندوق که شامل معاملات مداوم هستند، هزینه‌های معاملات بالاتری دارند که باعث از بین رفتن بازدهٔ صندوق می‌باشند. بعلاوه، بازده سرمایه‌ای کوتاه مدت ناشی از مبادلات مداوم زمانی که این مبالغ را در حساب‌های قابل قبول مالیاتی نگه‌داری می‌شوند، اغلب اثر مالیات بردرآمد نامطلوبی دارند.
وقتی دارایی پایه صندوق مدیریت شدهٔ فعال، بسیار بزرگ می‌شود، شروع به کسب مشخصه‌های شاخص مانند می‌کنند. چرا که باید صندوق در مجموعهٔ متنوعی از سرمایه‌گذاری‌ها، سرمایه‌گذاری کند، تا آن‌هایی که فقط محدود به ترجیح مدیر صندوق است. بسیاری از صندوق‌های سرمایه‌گذاری مشترک تا قبل از رسیدن به این نقطه صندوق خود را می‌بندند. اما امکان ظهور تناقض بهره بین مدیریت صندوق مشترک سرمایه‌گذاری و صاحبان سهام وجود دارد. چرا که بستن صندوق منجر به از دست دادن درآمد (کارمزد مدیر) شرکت صندوق سرمایه‌گذاری مشترک خواهد شد.

## مدیریت فعال واقعی
بسیاری از صندوق‌های سرمایه‌گذاری مشترک به متولی و اعضای هیئت مدیره اجازهٔ نگهداری واحدهای سرمایه‌گذاری را نمی‌دهند به عبارتی دیگر آن‌ها به‌طور مستقیم بر عملکرد آینده صندوق تأثیر نمی‌گذارند؛ بنابراین مدیریت فعال واقعی زمانی است که تمام مدیران و متولیان در موفقیت صندوق سهمی داشته باشند.
حقوق صاحبان سهام خصوصی اغلب مدیریت فعال واقعی دارند چرا که یک شرکت با مالکیت خصوصی عملاً یک مالک دارد که تصمیمات استراتژی را در سطح هیئت مدیره انجام می‌دهد.